# Rikke Agnete Olsen
Rikke Agnete Olsen, rozená Clausen, (* 18. června 1939 Kjellerup) je dánská historička, archeoložka a autorka. Specializuje se na hrady a středověk.
Byla kurátorem středověkého oddělení Národního dánského muzea. Napsala řadu knih o historii Dánska, zejména o středověku. Podílela se na "tapetovém komplotu", který se týkal gobelínů v Christiansborgu.

## Dílo
- 1986 Borge i Danmark
- 1995 Herre i Norden - så længe det varede
- 1998 Riddertid og Romantik
- 1999 Da riget var ungt ISBN 978-87-557-2276-7. Forlaget Fremad
- 1999 Konge og adel - kroner og katastrofer
- 2009 Hunden i historien ISBN 978-87-7934-389-4
- 2011 Danske middelalderborge ISBN 978-87-7934-415-0